# أل غوردون
أل غوردون (بالإنجليزية: Al Gordon)‏ هو فنان قصص مصورة أمريكي، ولد في 22 يونيو 1953 في سان فرانسيسكو في الولايات المتحدة.